# Zilora alabamensis
Zilora alabamensis là một loài bọ cánh cứng trong họ Melandryidae. Loài này được Mank miêu tả khoa học năm 1938.